# Estudis Musicals Blanca Selva
Estudis Musicals Blanca Selva fou una institució d'ensenyament musical per a obrers fundada l'any 1934 per Pau Casals i la pianista i pedagoga Blanca Selva i Henry.

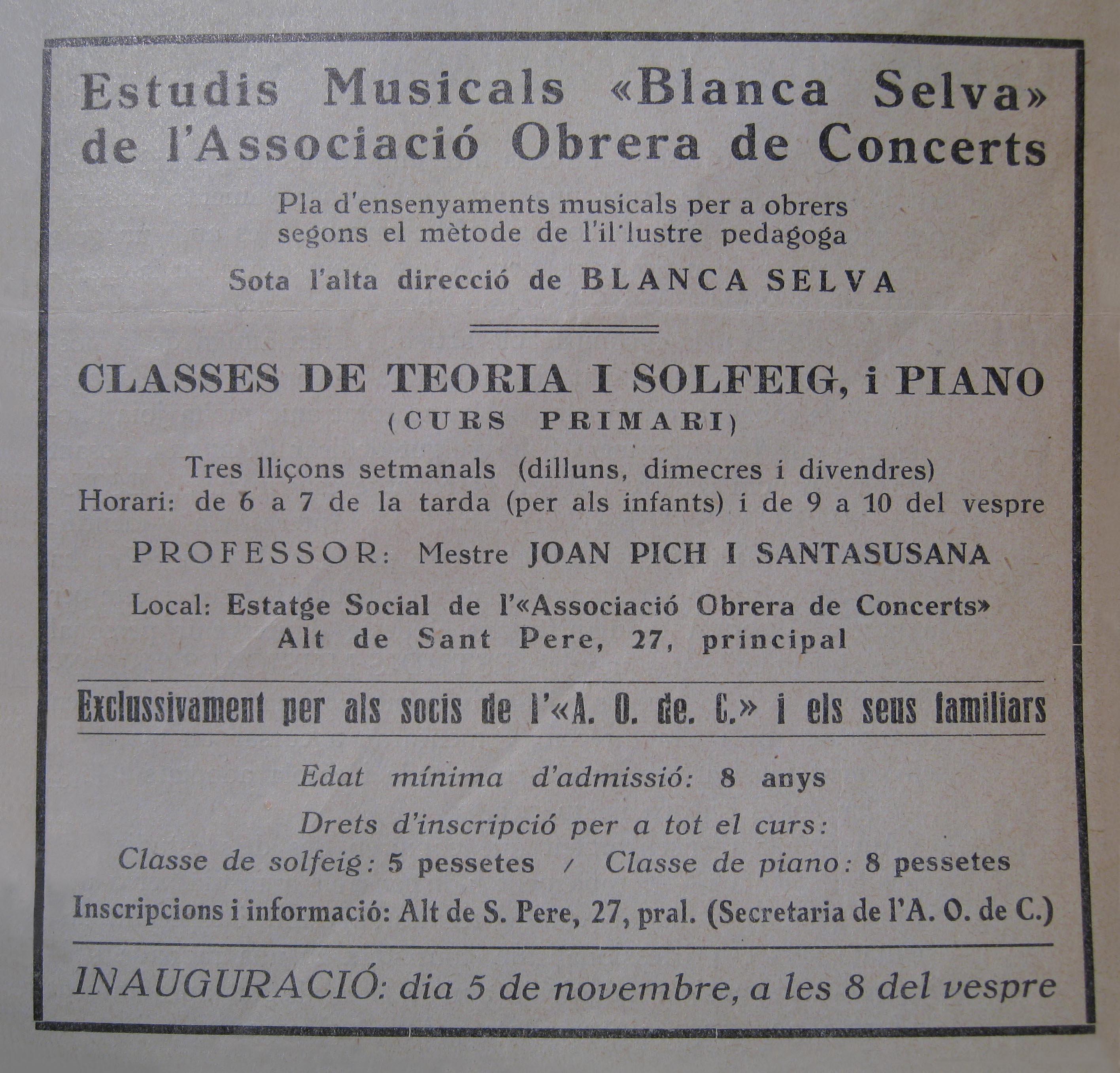
Anunci publicat al butlleti de l'Associació Obrera de Concerts l'octubre de 1934

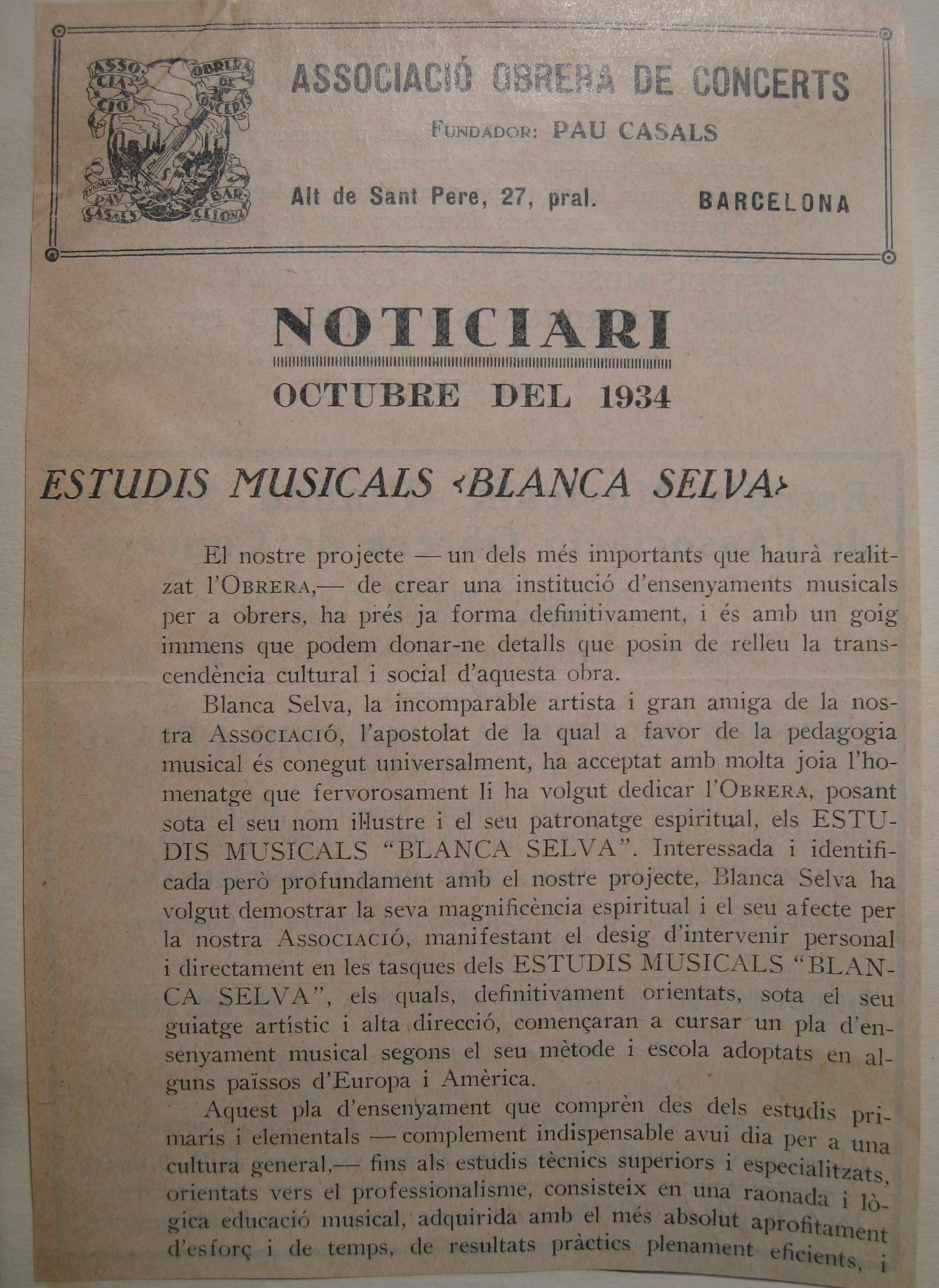
Noticiari de l'Associació Obrera de Concerts donant notícia dels Estudis Musicals Blanca Selva, octubre de 1934.

L'Associació Obrera de Concerts, fundada per Pau Casals, va crear l'any 1934 juntament amb Blanca Selva una institució d'ensenyament musical per a formar els obrers i llurs fills. Blanca Selva en va confiar la direcció musical al violoncel·lista i director de l'Institut Orquestral de l'Associació Obrera de Concerts, Joan Pich i Santasusana. En varen ser també professors Maria Carbonell, Magdalena Solé, Ricard Abelló, Maria Madurell, Carme Oliveras i Montserrat Preixes.
Blanca Selva hi va aplicar el seu innovador mètode d'ensenyament musical, que ja es feia servir amb èxit a diversos països d'Europa i d'Amèrica.
El pla d'ensenyament de Blanca Selva, que comprenia des dels estudis primaris i elementals, fins als estudis tècnics superiors i especialitzats, consistia en una educació musical raonada i lògica, adquirida amb el més absolut aprofitament d'esforç i de temps. Cercava resultats pràctics eficients que menessin, contràriament a d'altres sistemes de l'època, vers una formació integral de l'artista.
A la vesprada del cinc de novembre de 1934 es va inaugurar aquesta escola, amb seu a l'estatge social de Barcelona de l'Associació Obrera de Concerts, al carrer Alt de Sant Pere 27, principal.
L'any 1939, amb l'arribada de la dictadura franquista, es va haver de dissoldre definitivament.